# NGC 4289
NGC 4289 é uma galáxia espiral (Sc) localizada na direcção da constelação de Virgo. Possui uma declinação de +03° 43' 22" e uma ascensão recta de 12 horas, 21 minutos e 02,4 segundos.
A galáxia NGC 4289 foi descoberta em 1877 por Ernst Wilhelm Leberecht Tempel.